# Recep Adanır
Recep Adanır (ur. 3 maja 1929 w Ankarze, zm. 20 maja 2017 w Antalya) – turecki piłkarz, reprezentant Turcji.
Karierę piłkarską rozpoczynał w Ankaragücü. Większość swojej kariery spędził w Beşiktaşu JK. Występował również w Kasımpaşie, Galatasaray SK i Karagümrüku.
Występował w kadrze narodowej seniorów, rozegrał w niej 10 meczów i zdobył 2 gole (z Hiszpanią i Niemcami).